# Сивак Олексій Володимирович
Олексій Володимирович Сивак (нар. 13 вересня 1973, Могилів-Подільський Вінницька область — український громадський діяч, радник, директор по взаємодії з органами державної влади, Надзвичайний і Повноважний Посол України в Республіці Ботсвана (з 19 серпня 2024).

## Життєпис
Олексій Сивак народився 13 вересня 1973 роу в місті Могилів-Подільський Вінницької області.
1991—1996 навчався в Інституті міжнародних відносин у Київському національному університеті імені Тараса Шевченка за спеціальністю міжнародні відносини, референт-перекладач з англійської мови.
1996—2000 навчався в Інституті міжнародних відносин у Київському національному університеті імені Тараса Шевченка, здобув ступінь кандидат політичних наук.
У 2000 році захистив дисертацію «Формування та здійснення зовнішньої політики України».
У 2003 році закінчив Військово-морську школу післядипломної освіти (м. Монтерей, Каліфорнія, США), де здобув ступінь магістра за спеціальністю «Міжнародна безпека та цивільно-військові відносини».
Дата прийняття присяги державного службовця — 3 вересня 1997 року.
Розпорядженням Секретаря РНБОУ від 01.03.2000 р. №36 присвоєно шостий ранг державного службовця.
У 1997—2001 роках працював на різних посадах в Управлінні зовнішньополітичних аспектів національної безпеки Апарату Ради національної безпеки і оборони України.
Був слухачем магістерської програми Військово-морської школи післядипломної освіти, м. Монтерей, США з квітня 2001 по серпень 2003 року.
З вересня 2003 року по 19 серпня 2024 року — радник, директор по взаємодії з органами державної влади CFC Consulting Company.
Указом Президента України №508/2024 призначений на посаду Надзвичайного і Повноважного Посла України в Республіці Ботсвана.

## Особисте життя
Одружений із Оксаною Сивак, має 2 дітей.

## Інша діяльність
Проводив VR-виставку «Війна впритул» в США, ОАЕ, Австралії, Данії, Франції, Румунії, Німеччині.